# Regne de Gomma
El Regne de Gomma (a vegades apareix com a regne de Goma) fou un dels regnes de la regió Gibe a Etiòpia que apareix al segle xviii.

## Situació
Gomma tenia frontera al nord amb Limmu-Ennarea, a l'oest amb Gumma, al sud amb Gera, i a l'est amb Jimma. La seva capital era Agaro.
Aquest antic regne estava situat principalment en una vall ondulada, amb una població calculada el 1880 en aproximadament 15.000 habitants; el seu domini correspon aproximadament al modern (woreda) de Gomma. Beckingham i Huntingford consideren Gomma junt amb Gumma, com el menys econòmicament desenvolupat del regnes de la regió de Gibe; però Mohammed Hassen escriu que "la gent de Gomma es dedicava a cultivar la terra, guanyant reputació pel seu alt grau de civilització.
També situat al regne de Gomma hi havia els turons de Sinka i de Bemba (l'últim també s'anomenava Kella Egdu Biya, o "Porta del Mirar la Terra"), que eren sagrats pels oromos pagans que els consideraven habitats per profetes que vivien amb grans serps; als descendents d'aquestes serps els oferien cervesa i la sang de les cabres oromos a canvi d'alleujar les seves malalties.

## Història
Mohammed Hassen assenyala que "la informació escrita de l'antiga història de Gomma és limitada i confusa." Beckingham i Huntingford localitzen la fundació de Gomma en un treballador miraculós que s'anomenava Nur Husain o Wariko, i deia haver vingut de Mogadiscio. Encara que especulen que aquesta figura semillegendària es podria haver confós amb el més conegut Sheikh Husein, la tomba del qual està situada prop del riu Shabelle, es fixen que Antonio Cecchi informa que la tomba de Wariko està situada a les ribes del riu Didessa, i era objecte de veneració.
Hassen explica la tradició al voltant de Nur Husain com un reflex del fet que "Gomma fou el primer estat de la regió de Gibe on l'islam es convertia en la religió de tot el poble". Trimingham manifesta que Gomma era el primer dels regne de Gibe a convertir-se a l'islam, citant G.W. Harris que escrivia vers el 1841: "a Goma la fe musulmana és universal.".
Hassen indica que el primer rei de Gomma fou Abba Boke, encara que Beckingham i Huntingford manifesten que el seu fill, Abba Manno, era el que va tenir aquest honor. Abba Boke havia guanyat control sobre tot el país de Gomma, entre Yacci i Dogaye, amb l'excepció d'una regió nomenada Qattu. Abba Manno va poder annexionar Qattu durant el seu regnat (vers 1820 - 1840), i promoure l'islam patrocinant a professors religiosos musulmans, així com realçant les activitats de l'ordre dels Qadiriyya.
Gomma fou conquerida el 1886 per Besha Abue per compte de l'Emperador Menelik II.

## Governants[8]
| Període                         | Sobirà            | Notes                                 |
| ------------------------------- | ----------------- | ------------------------------------- |
| títol Moti                      |                   |                                       |
| Dinastia Awulyani               |                   |                                       |
| (semi-llegendari)               | Nur Husein        | també anomenat Wariko                 |
| ????                            | Allaia, Moti      |                                       |
| ????                            | Woda, Moti        |                                       |
| ????                            | Mijyu, Moti       |                                       |
| ????                            | Abba Manno, Moti  | nebot de Nur Husein                   |
| inici del segle XIX             | Abba Bagibo, Moti |                                       |
| mort el 1856                    | Abba Rebo, Moti   |                                       |
| meitat del segle xix, mort 1864 | Abba Dula, Moti   |                                       |
| part final del segle XIX        | Abba Jifar, Moti  |                                       |
| fins al 1886                    | Abba Boka, Moti   | Gomma annexionada per Etiòpia el 1886 |